# Лолита Ристова
Лолита Ристова (на македонска литературна норма: Лолита Ристова) е политик от Северна Македония.

## Биография
Родена е на 25 декември 1969 година в град Неготино, тогава в Социалистическа федеративна република Югославия. Завършва магистратура по бизнес администрация и управление в Икономическия факултет на Скопския университет. На 15 юли 2020 година е избрана за депутат от Социалдемократическия съюз на Македония в Събранието на Северна Македония.